# Cases-de-Pène
Cases-de-Pène là một xã thuộc tỉnh Pyrénées-Orientales trong vùng Occitanie phía nam Pháp. Xã này nằm ở khu vực có độ cao trung bình 46 mét trên mực nước biển.